# Walter Dürrfeld

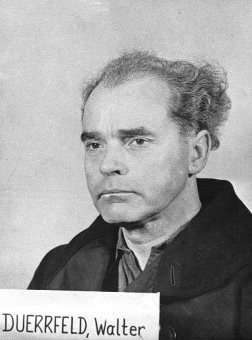
Walter Dürrfeld während der Nürnberger Prozesse

Walter Dürrfeld (* 24. Juni 1899 in Saarbrücken; † 1. März 1967 in Kettwig), gelegentlich im Vornamen auch Walther (mit th) geschrieben, war ein deutscher Diplom-Ingenieur und Betriebsführer des Buna-Werks in Monowitz bei Auschwitz.

## Werdegang
Dürrfeld beendete 1917 seine Schullaufbahn mit dem Abitur und nahm danach als Soldat am Ersten Weltkrieg teil. Nach Kriegsende erfolgte seine Ausbildung zum Schlosser und ab 1919 ein Maschinenbaustudium an der RWTH Aachen, das er 1923 abschloss. Während seines Studiums wurde er Mitglied im Verein Deutscher Studenten Aachen. Danach war er zwei Jahre als Betriebsingenieur tätig und wurde 1927 zum Dr. Ing. promoviert.
1932 trat Dürrfeld in das Nationalsozialistische Fliegerkorps (NFSK) ein. Dort wurde er bis zum Hauptsturmführer befördert. 1934 trat er in die Deutsche Arbeitsfront (DAF) ein. Am 17. Juni 1937 beantragte Dürrfeld die Aufnahme in die NSDAP, in die er rückwirkend zum 1. Mai 1937 aufgenommen wurde (Mitgliedsnummer 4.482.537).
1944 wurde er Bezirksobmann für Oberschlesien bei der Wirtschaftsgruppe Chemische Industrie.

## Berufliche Tätigkeit
Dürrfeld war seit 1927 bei der IG Farben in Leuna angestellt, wo die Produktion synthetischen Treibstoffs begann.  Ab 1932 war er als Chefingenieur bei den Leuna-Werken tätig. Nach 1937 wirkte Dürrfeld maßgeblich beim Aufbau der Hydrierwerke Pölitz, einem der größten Werke zur Herstellung synthetischen Flugbenzins, mit. In Pölitz war Dürrfeld für den Einsatz von Gefangenen und Zwangsarbeitern zuständig. Schon dort erlangte er zweifelhafte Berühmtheit, da eins der Zwangsarbeiterlager als Dürrfeld-Lager bezeichnet wurde.
Ab 1941 war Dürrfeld als vorläufiger Betriebsleiter der Verantwortliche auf der Großbaustelle des IG Farben-Werkes in Monowitz, das etwa sechs Kilometer vom KZ Auschwitz I (Stammlager) entstand.  1941 erhielt er Prokura. Von 1944 bis 1945 war er Direktor des IG-Farben-Werks. Nach dem Krieg beschrieb Karl Braus, ehemaliger Leiter der Treibstoffsynthese im IG Farben-Werk, seinen Vorgesetzten als „... sehr ehrgeizig. Er bestimmte das Arbeitstempo, er sorgte dafür, dass kein Einbruch beim Aufbau der Produktion erfolgte. Er selbst war von dem nationalsozialistischen Ideengut überzeugt.“
Die I.G. Farben ließ dort auf eigene Kosten das KZ Auschwitz III Monowitz errichten, das mit bis zu 11.000 meist jüdischen Häftlingen belegt war, die zur Zwangsarbeit auf dem Werksgelände der IG Farben herangezogen wurden. Zwischen 1942 und 1945 waren dort insgesamt 35.000 Konzentrationslagerhäftlinge untergebracht, von denen wahrscheinlich 20.000 bis 25.000 nicht überlebten. Die Lebenserwartung eines jüdischen Häftlings betrug dort drei oder vier Monate. Dürrfeld beteiligte sich beim Ausmarsch der Häftlinge an Selektionen.
Kurz vor Inbetriebnahme des Bunawerks verließ Dürrfeld gemeinsam mit Oberingenieur Max Faust am 23. Januar 1945 seinen Arbeitsort in Monowitz, da der Lagerkomplex kriegsbedingt geräumt wurde.

## Straf- und zivilrechtliche Ahndung
Bei Kriegsende flüchtete Dürrfeld zunächst nach Pirna und dann weiter in Richtung Westen. Am 5. November 1945 wurde er von den amerikanischen Alliierten in Gefangenschaft genommen.
Walter Dürrfeld stand im Nürnberger Nachfolgeprozess gegen die IG Farben vom 14. August 1947 bis zum 30. Juli 1948 vor Gericht. Rudolf Höß hatte vorher über Walter Dürrfeld gesagt:
„Er war vorläufiger Leiter von Buna in Auschwitz bis zur Fertigstellung des Betriebes. Ihm waren alle Angelegenheiten in Bezug auf Verwaltung, Bau und Maschinerie unterstellt. Er besuchte auch das Lager Auschwitz selbst. Er wusste von der Vergasung von Menschen in Birkenau und war besorgt wegen der Weise, in der er diese schrecklichen Dinge seinen Mitarbeitern und Untergebenen erklären sollte. Dr. Dürrfeld, gerade so wie andere Betriebsdirektoren, war verantwortlich für die schlechte Behandlung der Insassen in demselben Maße, wie ich als Kommandant des Konzentrationslagers für die Ausschreitungen des letzten Unteroffiziers verantwortlich gewesen war.“
Walter Dürrfeld wurde zu acht Jahren Haft verurteilt und erhielt damit wie Otto Ambros die höchste Strafe, die in diesem Prozess verhängt wurde. Ambros und Dürrfeld wurden für schuldig befunden, hauptverantwortlich für den Aufbau und den Betrieb des von der IG-Farben in Auschwitz-Monowitz errichteten Werkes gewesen zu sein und dort den Einsatz der Zwangsarbeiter verantwortet zu haben.
Am 16. Januar 1952 begann der Wollheim-Prozess in Frankfurt. Der ehemalige Zwangsarbeiter Norbert Wollheim hatte 1951 die IG-Farben auf Schmerzensgeld und Schadenersatz verklagt. Walter Dürrfeld war als Zeuge geladen. Das Landgericht Frankfurt verurteilte die IG Farbenindustrie AG i.L. zur Zahlung von 10.000 DM an Wollheim. Der Prozess wurde in zweiter Instanz vor dem Oberlandesgericht Frankfurt am Main 1958 durch einen globalen Vergleich zwischen IG Farben und Jewish Claims Conference beendet, der die Zahlung von insgesamt 30 Millionen DM an mehrere Tausend ehemalige Zwangsarbeiter der IG Farbenindustrie AG im KZ Buno/Monowitz und den Bergwerken Fürstengrube und Janinagrube vorsah.

## Berufliche Tätigkeit nach Haftentlassung
Nach vorzeitiger Entlassung aus dem Kriegsverbrechergefängnis Landsberg konnte Dürrfeld seine berufliche Karriere in zahlreichen Unternehmen fortsetzen. Otto Ambros vermittelte ihm eine Stelle als Vorstandsmitglied bei der Scholven Chemie AG in Gelsenkirchen-Buer. Dürrfeld wurde als Vorsitzender des Aufsichtsrates bei der Borkenberge-Gesellschaft in Recklinghausen und der Frauenklinik Dr. Bohnen in Helmstedt berufen. Bei der Friesecke & Hoepfener GmbH in Erlangen, Phenolchemie GmbH in Gladbeck/Westf. sowie der Hibernia Chemie in Wanne-Eickel war er Mitglied im Aufsichtsrat. Zudem gehörte er dem Beirat der Ruhr-Stickstoff AG in Bochum an.